# Эмерсон, Джон Уэсли
Джон Уэсли Эмерсон (англ. John Wesley Emerson; 26 июля 1832, Пепперелл, штат Массачусетс — 20 июня 1899, Айронтон, Миссури) — был американским юристом, полководцем во время Гражданской войны (США), судьей Окружного суда штата Миссури, а также основателем и главным инвестором компании Emerson.

## Биография

### Рождение, ранние годы
Джон Уэсли Эмерсон родился в семье Уильяма и Розанны Эллен (Янг) Эмерсон 26 июля 1832 года в городе Пепперелл, штат Массачусетс.
Он получил образование в Айрон-Сити-колледже (Iron City Colledge) в Пенсильвании, а затем закончил Мичиганский университет в Анн-Арборе, штат Мичиган. Под руководством Уильяма М. Моффатта, прокурора штата Пенсильвания, он изучал право в Питтсбруге, а затем в 1865 году был принят в ассоциацию адвокатов штата Миссури. До конца своей жизни он работал юристом в городе Айронтон (штат Миссури).
12 сентября 1855 года Джон Уэсли Эмерсон женился на Саре Марии Янг в городе Освего, штат Нью-Йорк. Сара происходила из семей Янг и Элсворт, участвовавших в Войне за независимость США.

### Военная служба
В 1862 году под началом Уильяма Нельсона по прозвищу «Бык» Эмерсон в качестве добровольца (без воинского звания) участвовал в Битве при Ричмонде, штат Кентукки, где, по имеющимся сведениям, он был ранен.
В 1863 году губернатор штата Миссури Гамильтон Р. Гэмбл присвоил Эмерсону офицерское звание. Он был назначен полковником 68-го народного ополчения штата Миссури, которое было впоследствии расформировано.
В 1864 году Эмерсон поступил на военную службу в 47-й пехотный добровольческий полк штата Миссури. Службу он начал в звании рядового. Затем получил звание майора полка.
В 1864 году части 47-го пехотного полка штата Миссури участвовали в Битве при Пайлот-Ноб. В октябре Эмерсон получил приказ от генерала Роузкранса открыть железнодорожную ветку компании «Iron Mountain Railroad» от Сент-Луиса (штат Миссури) до города Пайлот-Ноб. При выполнении приказа он был ранен в бою.
В 1865 году полк Эмерсона получил приказ оказать поддержку войскам генерала Томаса Уэлша в Нэшвилле (штат Теннеси). Его полк преследовал войска генерала Худа до самой Алабамы и захватил более 1000 пленных. Эмерсон командовал полком до конца войны.

### Послевоенные годы
Джон Уэсли Эмерсон (John Wesley Emerson) вернулся к своей юридической практике в Айронтоне и был назначен судьей Пятнадцатого судебного округа, впоследствии он отказался от этой должности. После завершения работы в суде он был назначен Президентом Гровером Кливлендом на должность Федерального маршала по Восточному округу штата Миссури. На данной службе он находился в течение четырёх лет.

### Компания Emerson
В 1890 году Эмерсон встретил двух осиротевших молодых людей из Шотландии, Александра и Чарльза Местонов, которые хотели заняться производством электрических и механических устройств. Он предоставил стартовый капитал в размере $50 тыс. и дал своё имя новой корпорации — «Emerson Electric Manufacturing Company» (сейчас компания называется «Emerson»). В период с 1890 по 1892 год он также был первым президентом компании.
В 1892 году Эмерсон вышел на пенсию, продав свою долю компании Emerson Герберту Л. Паркеру, который раньше занимал руководящую должность в железнодорожной компании.

### Конец жизни, смерть
Эмерсон стал историком Гражданской войны. Он вступил в руководство отделения от штата Миссури патриотической организации ветеранов Гражданской войны «Military Order of the Loyal Legion of the United States» и описал кампанию Генерала Гранта в долине реки Миссисипи.
Эмерсон умер 20 июня 1899 года в городе Айронтон (штат Миссури).

### Труды
- Emerson, John W., "Grant West of the Mississippi," The St. Louis Magazine, X, 2 (Feb. 1889), 51-61; X, 3 (March 1889), 103-110.
- Emerson, John W., "Grant's Vicksburg Campaign," The Midland Monthly, XI, 2 (Feb. 1899), 124-30; XI, 3 (March 1899), 232-44; XI, 4 (April 1899), 359-70; XI, 5 (May-June 1899), 457-65.
- Emerson, John W., "Grant's Life in the West and his Mississippi Valley Campaigns," The Midland Monthly.